# Labska filharmonija
Labska Filharmonija (nemško Elbphilharmonie) je koncertna dvorana v četrti HafenCity v Hamburgu, Nemčija, na polotoku Grasbrook ob reki Labi. Velja za eno najbolj zvočno dovršenih koncertnih dvoran na svetu.  V nemškem prostoru je znana tudi pod vzdevkom Elphi. 
Nova steklena konstrukcija je podobna dvignjenim jadrom, vodnim valovom, ledeni gori ali kremenovemu kristalu; zgrajena je na stari skladiščni stavbi (Kaispeicher A, zgrajena leta 1963) blizu zgodovinskega Speicherstadta in so jo zasnovali v arhitekturnem podjetju Herzog & de Meuron.  Je najvišja naseljena stavba v Hamburgu, s končno višino 108 metrov.
Labska filharmonija je bila uradno odprta s koncertom filharmoničnega orkestra radiotelevizije NDR in svetlobno predstavo 11. januarja 2017. 

## Zgodovina
Temeljni kamen je bil položen 2. aprila 2007 na skladišču Kaispeicher A, v prisotnosti takratnega prvega župana Hamburga Ole von Beusta, predsednika Hochtief Construction AG Hennerja Mahlstedta, koordinatorja projekta Hochtief, Hartmuta Wegenerja, ministrice za kulturo v Hamburgu Karin von Welck in arhitekta Pierrea de Meurona.
Po podatkih leta 2007, naj bi bila gradnja dokončana do leta 2010 s predvidenimi stroški v višini 241 milijonov EUR.  Novembra 2008 so bili po spremembi prvotne pogodbe stroški projekta ocenjeni na 450 milijonov EUR. Avgusta 2012 so bili stroški ponovno ocenjeni na več kot 500 milijonov EUR, kar bi moralo zajemati tudi višje stroške za okrepljeno streho. Gradbena dela so se uradno končala 31. oktobra 2016 in so bila 789 milijonov EUR .
Prvi javni testni koncert v Labski filharmoniji je bil 25. novembra 2016. Uradni otvoritveni koncert je bil 11. januarja 2017 z izvedbo orkestra radiotelevizije NDR pod vodstvom Thomasa Hengelbrocka. Prvi glasbeni izbor je bil "Pan" iz  Benjamina Brittna Šest metamorfoz po Ovidu. 
- Hamburg s Kaiserspeicher centrom na levi, 1882
- Kaiserspeicher, zgrajen 1875, poškodovan v 2. svetovni vojni, porušen 1963
- Kaispeicher A, arhitekta Wernerja Kallmorgena (zgrajen 1963) leta 2005
- Model Labske filharmonije

## Stavba
Stavba je zasnovana kot kulturni in stanovanjski kompleks. Prvotna fasada iz opeke Kaispeicher A, nekdaj skladišče, je bila ohranjena v spodnjem delu stavbe. Na vrhu te je nadgradnja, ki se ujema s tlorisom, na lastnih temeljih, ki prikazuje stekleno zunanjo površino in valovito linijo strehe. Okoli tisoč steklenih oken je ukrivljenih.  Stavba ima 26 nadstropij s prvimi osmimi nadstropji znotraj fasade iz opeke. Na zahodni strani doseže svojo najvišjo točko s 108 metri.  Tloris objekta meri 120.000 m2. Ukrivljene tekoče stopnice iz glavnega vhoda na vzhodni strani povezujejo pritličje z opazovalno teraso, Plaza, v 8. nadstropju, na vrhu opečnega dela. Plaza je dostopna javnosti. Ponuja pogled na Hamburg in Labo. Iz Plaza se dostopa v preddverje koncertne dvorane.
Kompleks ima tri koncertna prizorišča. Velika koncertna dvorana lahko sprejme 2100 obiskovalcev, pri čemer so izvajalci v središču dvorane, obkroženi z občinstvom v slogu vinogradov. Akustiko je zasnoval Yasuhisa Toyota, ki je namestil okoli 10.000 posamičnih mikrooblikovanih plošč za razpršitev zvočnih valov. Velika koncertna dvorana ima orgle z 69 registri, ki jih je zgradil Klais Orgelbau. Dvorana Recital je namenjena izvedbi recitalov, komorne glasbe in jazzovskih koncertov; ima lahko 550 sedežev. Poleg teh je še  Kaistudio, ki ima 170 sedežev in je namenjena izobraževalnim dejavnostim. Svetovalka scenografije koncertne dvorane je bila Ducks Scéno.
Najbolj vzhodni del stavbe je Westin, oddan kot Westin Hamburg hotel, ki je bil odprt 4. novembra 2016.  Hotel ponuja 244 sob med 9. in 20. nadstropjem. Preddverje v 8. nadstropju je dostopno iz Plaze. V zgornjem nadstropju zahodno od koncertne dvorane je 45 luksuznih apartmajev. V kompleksu so tudi konferenčne sobe, restavracije, bari in spa. Garaža za 433 avtomobilov je tudi del gradbenega kompleksa.

## Polemika
Projekt je bil kritiziran zaradi stroškov in prekoračitev. Vendar je Der Spiegel v primerjalni analizi po zaključku navedel, da je prekoračitev razmeroma »skromna« v primerjavi z nekaterimi drugimi mednarodnimi mega-projekti. 

## Galerija
- Labska filharmonija v gradnji, december 2009
- Stanje september 2010
- Labska filharmonija v gradnji, julij 2013
- Delo na fasadi, februar 2015
- Pogled julija 2015
- Labska filharmonija, avgust 2016